# Aurora consurgens

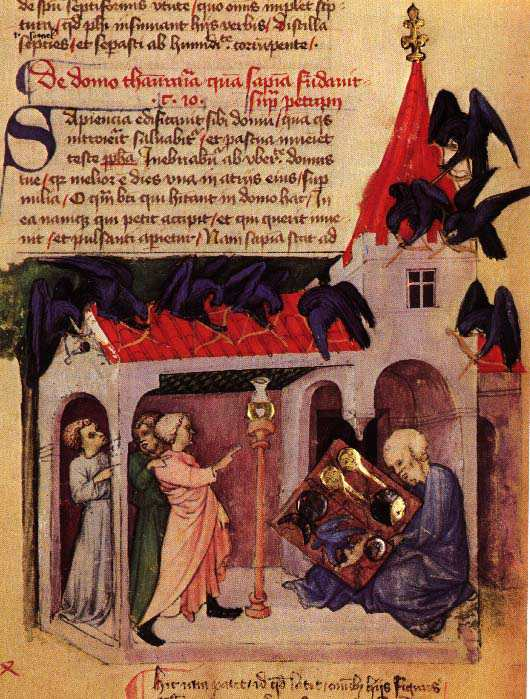
Aurora consurgens um 1420. Darstellung einer Vision von Ibn Umail, in der die Statue eines alten Weisen eine Tafel mit symbolischen Bildern hält – für Ibn Umail die Essenz alchemistischen Wissens. Später als Entdeckung der Tabula Smaragdina gedeutet.

Aurora consurgens (lateinisch: 'aufsteigende Morgenröte') ist der Titel eines alchimistischen Traktates aus dem 15. Jahrhundert (um 1420), das stilistisch und inhaltlich völlig einzigartig sei. Häufig wird Aurora Consurgens dem Thomas von Aquin zugeschrieben, was umstritten ist. Gegen dessen Autorschaft spreche nicht zuletzt der unähnliche Stil (bis auf eine Ausnahme: Stil und Inhalt der vierten Parabel, entsprechen der Expositio in Symbolum Apostolorum – einem mündlichen Vortrag Thomas von Aquins).
Für die Autorschaft des Thomas von Aquin sprechen nach von Franz folgende Indizien: Der Autor der Aurora zeige große Vertrautheit mit der Heiligen Schrift und der Liturgie, zitiere nur verhältnismäßig wenige der klassischen alchemistischer Traktate und keine chemischen Rezepte oder technischen Vorschriften. Dies spreche für einen Kleriker; das Lob der "pauperes" (Armen) für einen Dominikaner oder Franziskaner. Der Text vermittele den Eindruck leidenschaftlicher Ergriffenheit und könne – als Resultat eines Einbruches des Unbewussten verfasst, psychologischer Erfahrung nach – eine sonst sehr intellektuelle und von Logik dominierte Bewusstseinshaltung kompensiert haben. Thomas von Aquins Biographie passt auf dieses Muster: sie lasse auf eine spannungsreiche, sehr introvertierte Persönlichkeit mit tiefen inneren Erlebnissen schließen, mit hochdifferenzierten Denken bei Verdrängung des natürlichen Gefühlsanspruches (diese Einschätzung basiert auf der psychologischen Typenlehre C.G. Jungs). Vor seinem Tod hatte Thomas von Aquin eine ihn verstörende große Vision, deren Inhalt nicht beglaubigt sei, doch soll er auf seinem Sterbebett das Hohelied interpretiert haben. Möglicherweise sei der Traktat also eine (von anderen eventuell weiter ausgearbeitete) Wiedergabe seines letzten Seminars oder seiner letzten Worte.
Bekannt ist der Traktat vor allem für seine 38 Wasserfarbenbilder.
Das hier dargestellte Bild mit den Vögeln auf der Kirche zeigt nach Abt enge Verwandtschaft zu einer älteren Abbildung des arabischen alchemistischen Buches über das Silberwasser und die Sternenerde von Ibn Umail. Diese Darstellung aus der Aurora Consurgens könne als die älteste europäische und an den christlichen Kontext assimilierte Darstellung einer bedeutenden Vision Ibn Umail’s betrachtet werden. Später wurde das Motiv des Weisen, der mit einer Tafel oder einem Buch in den Händen in einer Kirche mit Vögeln sitzt, auch im Theatrum Chemicum (Strassburg 1660) und J. J. Mangetus’ Bibliotheca Chemica (Genf 1702) rezipiert und wiederum verändert dargestellt.
Handschriften befinden sich u. a. in der Staatsbibliothek zu Berlin (MS. Germ. qu. 848. = Bl. 1r Die vffgehnde Morgenrödte), Zentralbibliothek Zürich (MS. Rhenoviensis 172), Glasgow University Library (MS. Ferguson 6), in Leiden (MS. Vossiani Chemici F. 29), Bibliothèque nationale de France Paris (MS. Parisinus Latinus 14006) und der Bibliothek der Karls-Universität Prag (MS. VI. Fd. 26).

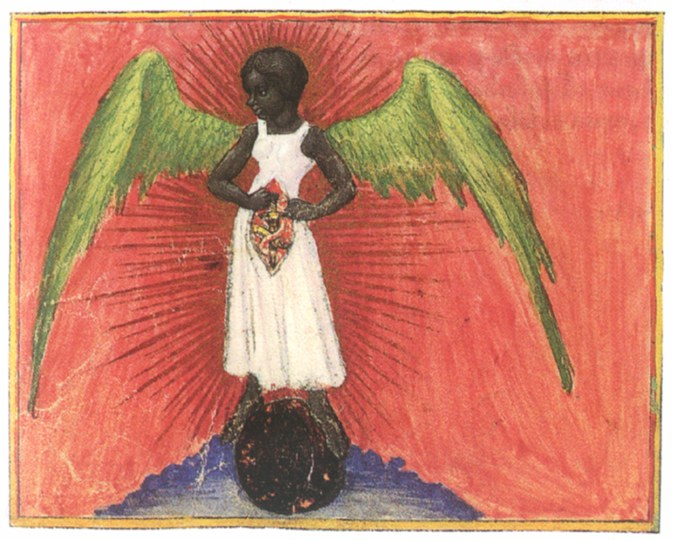
Schwarzer Engel, um 1420
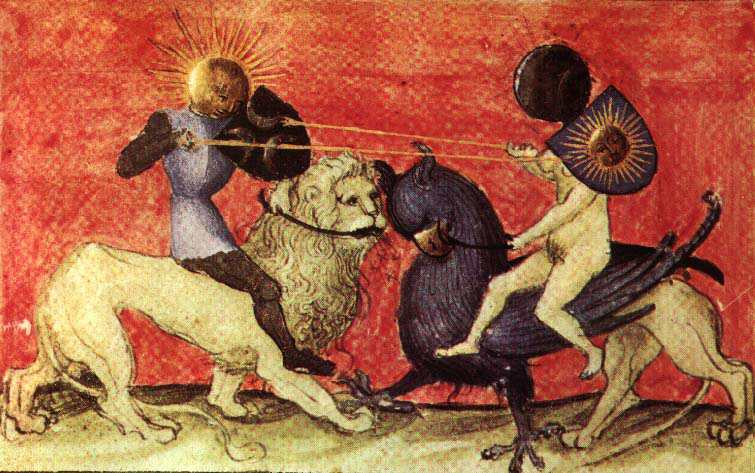
Sonne und Mond, um 1420
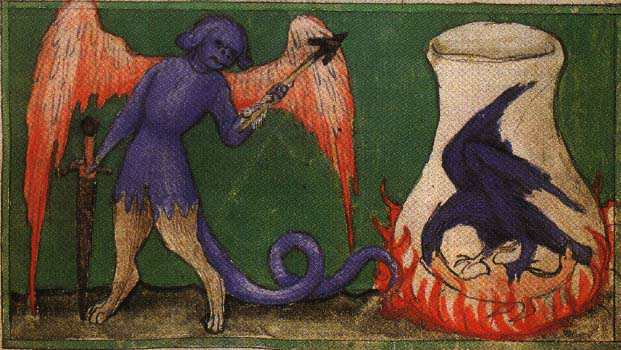
Teufel und Adler, um 1420
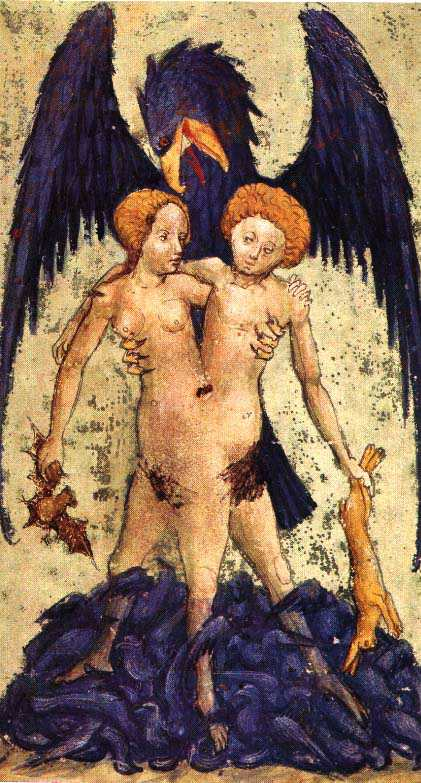
Hermaphroditen, um 1420

## In der Popkultur
Die Power-Metal-Band Angra veröffentlichte 2006 ein von diesem Traktat inspiriertes Album.
Der britischen Pop-Rock-Musikers Peter Gabriel veröffentlichte 1986 auf dem Album So das Lied That Voice Again, Gabriels letzter Song, der mit seiner abgebrochenen Geschichte um die fiktive Figur des Mozo in Verbindung gebracht wird, einem „quecksilbrigen Fremden“, der lose auf Moses und dem alchemistischen Traktat Aurora consurgens basiert.